# Solomon Okoronkwo
Solomon Ndubisi Okoronkwo (Lagos, 2 marzo 1987) è un ex calciatore nigeriano, di ruolo attaccante.

## Carriera

### Nazionale
Ha partecipato ai Mondiali Under-20 del 2005 (terminati con una finale persa) ed ai Giochi Olimpici di Pechino 2008, nei quali ha vinto una medaglia d'argento.

## Palmarès

### Club
- Coppa di Norvegia: 1

Aalesunds: 2011

### Nazionale
- Argento olimpico: 1

Pechino 2008